# Agustín Macome
Agustín María Macome (Tucumán, 23 de junio de 1967) es un exjugador de rugby argentino que se desempeñaba como Segunda línea.

## Carrera

### Tucumán Rugby
Macome se formó en Tucumán Rugby, donde debutó en primera división en el año 1987. Al momento de su debut, el club, no lograba coronarse campeón del Anual Tucumano desde 1978, pero en 1988 se consagraría campeón, empezando una racha de 6 títulos anuales consecutivos, que duraría hasta 1993. El hexacampeonato de Tucumán Rugby, coincidió con la Selección Tucumana que dominó el Campeonato Argentino, entre finales de la década del 80 y principios de la década del 90.

## Selección nacional
Macome debutó con la camiseta de los Pumas en 1990, en un partido ante Irlanda. Fue convocado para el Mundial de Rugby 1995, pero una lesión impediría que juegue el certamen.

## Clubes
| Club          | País      |
| ------------- | --------- |
| Tucumán Rugby | Argentina |

## Palmarés
| Título               | Equipo        | País      | Año  |
| -------------------- | ------------- | --------- | ---- |
| Anual Tucumano       | Tucumán Rugby | Argentina | 1988 |
| Anual Tucumano       | Tucumán Rugby | Argentina | 1989 |
| Anual Tucumano       | Tucumán Rugby | Argentina | 1990 |
| Anual Tucumano       | Tucumán Rugby | Argentina | 1991 |
| Anual Tucumano       | Tucumán Rugby | Argentina | 1992 |
| Anual Tucumano       | Tucumán Rugby | Argentina | 1993 |
| Campeonato Argentino | Tucumán       | Argentina | 1989 |
| Campeonato Argentino | Tucumán       | Argentina | 1990 |
| Campeonato Argentino | Tucumán       | Argentina | 1992 |
| Campeonato Argentino | Tucumán       | Argentina | 1993 |